# Виа Долороза

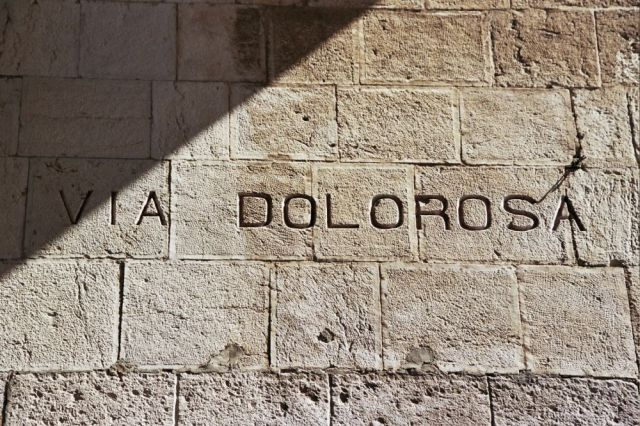
Виа Долороза, Иерусалим

Ви́а Долоро́за (лат. Via Dolorosa, букв. «Путь Скорби») — улица в Старом городе Иерусалима длиной около 650 метров, по которой, согласно христианской традиции, пролегал путь Иисуса Христа к месту распятия. На Виа Долороза, до храма Гроба Господня, находятся девять из четырнадцати остановок  Крестного пути Христа. Последние пять остановок находятся на территории храма Гроба Господня.

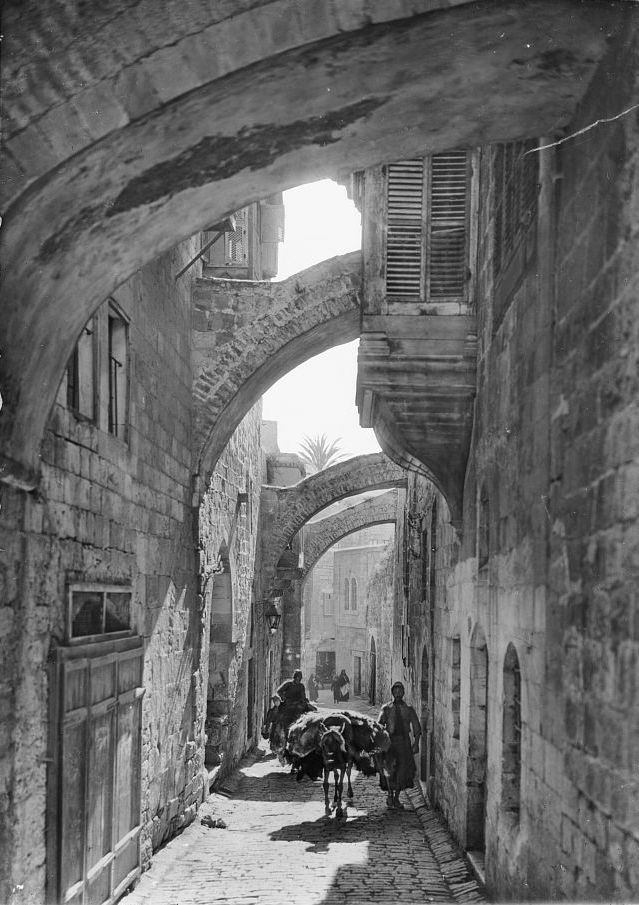
Виа Долороза между пятой и шестой остановками Крестного пути

Маршрут Крестного пути в католицизме начинается от медресе Эль-Омария, от места, где когда-то стояла римская крепость Антония, где, по преданию, Понтий Пилат совершил суд над Иисусом, и ведёт на запад по Старому Иерусалиму до Храма Гроба Господня. Первое упоминании этого маршрута было дано в конце XIII века доминиканским миссионером Рикольдо да Монтекроче. C XIV по XVII век францисканцами был утверждён нынешний маршрут от крепости Антония до храма Гроба Господня сначала с восемью, а затем с четырнадцатью остановками. Стояния предназначались для молитв. Каждое стояние давало право на получение индульгенции. Принятые ныне в католицизме 14 стояний, последовательность и содержание стояний сложились во второй половине XVII века и официально закреплены в 1731 году римским папой Климентом XII. Места стояний признаются также Православной церковью, за исключением первого, второго, десятого и тринадцатого стояний, которые несколько отличаются от местоположений в католицизме.  
Известно, однако, что сам Иерусалим был полностью разрушен ещё в I веке после иудейского восстания 66—71 годов, описанного Иосифом Флавием. Руины находились в запустении несколько десятков лет. В 130 году на месте Иерусалима был построен римский город Элия Капитолина.
Современные ученые считают, что суд над Иисусом происходил во дворце Ирода (башня Давида) у Яффских ворот, в этом случае маршрут Крестного пути не совпадает с традиционным до храма Гроба Господня.

## Крестный путь

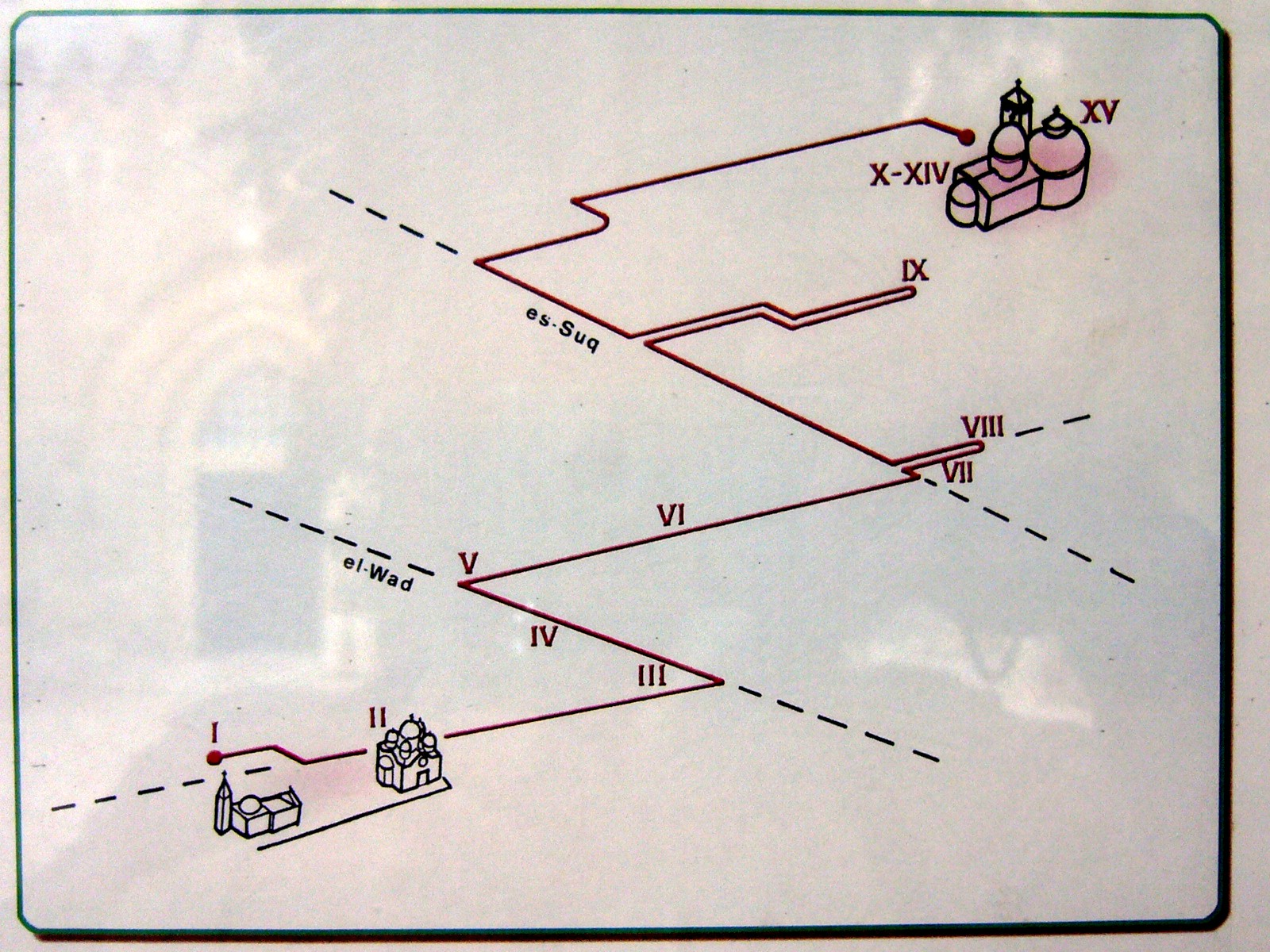
Карта Виа Долороза. Цифрами отмечены остановки Крестного пути

На улице Виа Долороза, до храма Гроба Господня, расположены девять остановок Крестного пути Иисуса Христа, десятая остановка в католицизме находится в часовне франков, примыкающей к фасаду храма Гроба Господня, справа от входа в Храм, остальные четыре находятся непосредственно в Храме:
1. Вопрошения Понтием Пилатом Иисуса. Суд Пилата на месте, называемом Лифостротон (Ин. 19:13). Приговор Христа к казни (Мф. 27:26);
2. Место, отмеченное аркой Эссе Хомо, где Пилат вывел Иисуса перед первосвященниками, и, указывая на Христа, сказал «Се человек» (Ин. 19:5). Взятие Иисусом Креста;
3. Место первого падения Христа;
4. Место встречи Христа с Матерью по пути на Голгофу;
5. Место встречи Христа с Симоном Киринеянином, которому дали нести крест до Лобного места (Лк. 23:26);
6. Место, где святая Вероника вытерла лицо Христа своим шёлковым покрывалом;
7. Место второго падения Христа;
8. Место встречи Христа с плачущими женщинами (Лк. 23:27—31);
9. Место третьего падения Христа;
10. Место лишения одежды Христа и её разделение (Мф. 27:35);
11. Место распятия Иисуса Христа (Мф. 27:38);
12. Место страдания и смерти Иисуса Христа на кресте (Мф. 27:45—50);
13. Место снятия Иисуса Христа с Креста, помазание Его тела благовониями (Ин. 19:38—40);
14. Место положения Иисуса Христа во гроб (Мф. 27:57—60). Воскресение (Мф. 28:6—7).

## Религиозные объекты, находящиеся на Виа Долороза и рядом с ней
На улице Львиных ворот, перед началом Виа Долороза находятся греческий православный монастырь Святой Анны и католическая базилика Святой Анны, построенные на местах, где, согласно, соответственно, православной и католической традициям родилась Богородица. Перед базиликой Святой Анны находится купальня Вифезда. Вдоль Виа Долороза находятся следующие религиозные объекты (с востока на запад):
| Название                                       | Номер стояния         | Изображение | Принадлежность | Местоположение                  | Место отмечает событие |
| ---------------------------------------------- | --------------------- | ----------- | --- | ------------------------------- | --- |
| Медресе Эль-Омария                             | 1 (в католицизме)     |             | мусульмане | 31°46′48″ с. ш. 35°14′02″ в. д. | Допрос Понтием Пилатом Иисуса Христа в претории Пилата (Ин. 18:32—40) в крепости Антония (ныне разрушена).                            |
| Церковь Бичевания                              | 2 (в католицизме)     |             | Латинский Патриархат Иерусалима                                                                                        | 31°46′49″ с. ш. 35°14′02″ в. д. | Бичевание Иисуса Христа (Мф. 27:26—31).                                                                                               |
| Церковь Осуждения                              | 2 (в католицизме)     |             | Латинский Патриархат Иерусалима                                                                                        | 31°46′49″ с. ш. 35°14′01″ в. д. | Взятие Креста Иисусом Христом. |
| Монастырь Эссе Хомо. Базилика Ecce Homo.       |                       |             | Латинский Патриархат Иерусалима (Орден Богоматери в Сионе)                                                             | 31°46′49″ с. ш. 35°14′00″ в. д. | Суд Пилата (вынесение приговора) на месте, называемом Лифостротон (Ин. 19:13).                                                        |
| Монастырь Претория                             | 1 и 2 (в православии) |             | Иерусалимская православная церковь                                                                                     | 31°46′49″ с. ш. 35°13′58″ в. д. | Заключение Иисуса Христа в темнице.                                                                                                   |
| Польская часовня                               | 3                     |             | Армянская католическая церковь                                                                                         | 31°46′47″ с. ш. 35°13′55″ в. д. | Первое падение Иисуса Христа под тяжестью креста.                                                                                     |
| Церковь Богоматери Страдания                   | 4                     |             | Армянская католическая церковь                                                                                         | 31°46′47″ с. ш. 35°13′55″ в. д. | Встреча Иисуса Христа с Матерью. |
| Часовня Симона Киринеянина                     | 5                     |             | Латинский Патриархат Иерусалима                                                                                        | 31°46′46″ с. ш. 35°13′56″ в. д. | Симон Киринеянин помогает нести крест Иисусу Христу (Мф. 27:32).                                                                      |
| Часовня Святого Лица (церковь Святой Вероники) | 6                     |             | Мелькитская греко-католическая церковь                                                                                 | 31°46′45″ с. ш. 35°13′53″ в. д. | Вероника вытерла лицо Иисуса своим платом.                                                                                            |
| Часовня «Ворота осуждения»                     | 7                     |             | Латинский Патриархат Иерусалима                                                                                        | 31°46′45″ с. ш. 35°13′51″ в. д. | Второе падение Иисуса Христа. |
| Монастырь Святого Харлампия                    | 8                     |             | Иерусалимская православная церковь                                                                                     | 31°46′45″ с. ш. 35°13′50″ в. д. | Обращение Иисуса Христа к женщинам Иерусалима (Лк. 23:27—31)                                                                          |
| Часовня Святой Елены                           | 9                     |             | Коптская церковь | 31°46′42″ с. ш. 35°13′50″ в. д. | Третье падение Иисуса Христа. |
| Александровское подворье                       |                       |             | Русское православное общество Святой Земли                                                                             | 31°46′41″ с. ш. 35°13′50″ в. д. | Иисус Христос проходит через порог Судных Врат.                                                                                       |
| Храм Гроба Господня                            | 10—14                 |             | Иерусалимская православная церковь, Латинский патриархат Иерусалима, Армянская, Коптская, Сирийская и Эфиопская церкви | 31°46′42″ с. ш. 35°13′47″ в. д. | Разделение одежд Иисуса Христа, Распятие, снятие с Креста, помазание тела благовониями, положение во Гроб, Воскресение Иисуса Христа. |